# Spidi
Spidi, nom de scène de Peter Wetzel, né en 1966 à Sursee (canton de Lucerne) et mort le 26 juillet 2018 à Aarau (canton d'Argovie), est un clown nain suisse. Figure du cirque Knie après 24 années passées dans la troupe, il se suicide durant un épisode dépressif.

## Biographie
Peter Wetzel est né à Sursee, dans le canton de Lucerne, le 27 décembre 1966,. Comme sa mère et sa sœur, il est atteint de nanisme. Son état en fait parfois la cible de moqueries ou de remarques durant sa jeunesse. En réponse, le garçon développe un fort sens de l'autodérision et l'humour.

« Au moins, je ne me tape jamais la tête. »

— Spidi à l'âge adulte
La mère de Peter Wetzel apprécie le cirque, ainsi toute la famille rejoint une troupe de forains - le cirque Nock - en 1977. Le père de Peter Wetzel, auparavant dans la construction, s'occupe de monter le chapiteau et sa mère assure la cuisine. Pour Peter, il s'agit d'un premier contact direct avec le monde circassien. Après quelques mois, la famille quitte le cirque Nock pour la troupe de Cesare Togni. Au total, la famille vivra ainsi, sur les routes avec des forains pendant 3 ans.
Au début des années 1980, la famille rejoint la région d'Olten mais les parents Wetzel se séparent, ce qui conduit à l'explosion du noyau familial. En 1982, Peter quitte son foyer pour rejoindre un ami, le clown Orlando. Doué pour les pitreries et les farces, le jeune homme veut se lancer lui aussi dans une carrière de clown. Il rejoint ainsi la Suisse occidentale puis l'Allemagne au sein du cirque Siemoneit Barum.
Cette période de la vie de Peter Wetzel est difficile et ses liens avec sa famille se distendent. Il effectue plusieurs tournées à travers l'Europe et le monde (Espagne, Australie, etc.), notamment avec les Brizio. Il ne reprend contact avec ses proches qu'en 1992 et ne leur racontera jamais sa vie durant ces dix années.

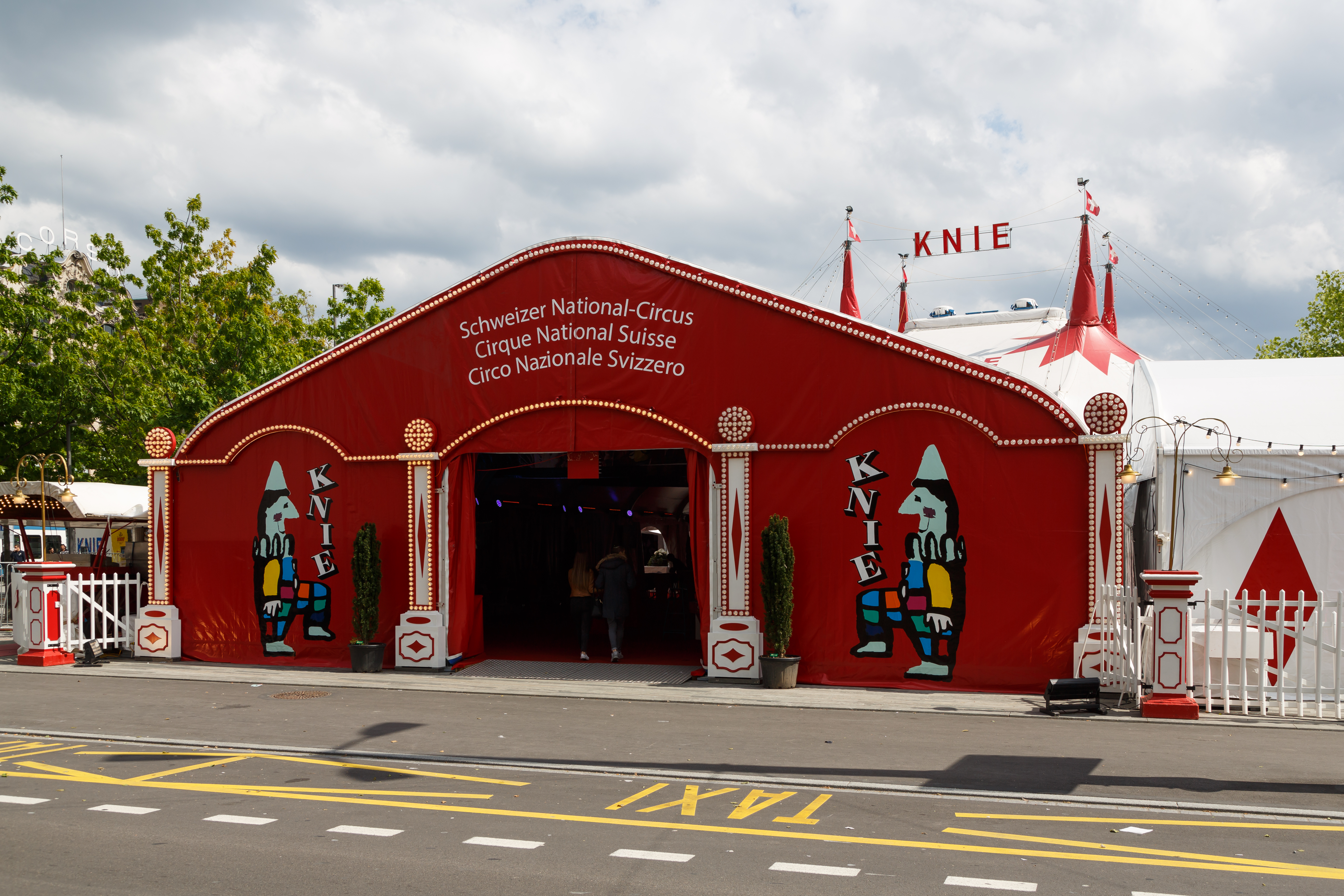
Entrée du chapiteau du cirque Knie, Zurich en 2016

Peter Wetzel rencontre la famille Knie en 1994, probablement présenté par une connaissance artistique. Il est engagé en 1995 et a pour tâche d'accueillir le public et de vendre les programmes et les ballons. Il ne quittera plus la troupe du cirque helvétique jusqu'à sa mort. Progressivement, les Knie intègrent le clown joué par Peter, Spidi, dans certains numéros et transitions. Avec le temps, il devient l'une des figures emblématiques du cirque.
Sur le plan privé, Peter Wetzel est décrit comme une personne avenante, charmeuse, d'un contact facile et généreuse. Il vit plusieurs aventures sentimentales mais aucune ne dure et ne lui permet de fonder une famille. Toutefois, une part plus sombre de sa personnalité existe durant toutes ces années. Sa famille révèle ainsi que Peter connaissait quelques problèmes de dépendance liés à l'alcool et la cocaïne.
Les dernières années avant sa mort, il souffre de douleurs aux jambes et aux hanches. Il renonce toutefois à se faire opérer en 2017. En parallèle, l'homme se renferme de plus en plus et réduit ses contacts avec ses amis et sa famille. Son humeur est plus sombre et il devient plus colérique et bougon lorsqu'il n'est pas face au public. En proie à des épisodes dépressifs et mélancoliques et faisant face à des difficultés financières, il tente par deux fois de mettre fin à ses jours avant d'y parvenir à Aarau (Argovie) dans la nuit du 26 juillet 2018.

## Art clownesque

### Style et fonction
Au sein du cirque Knie, Peter Wetzel joue un rôle de clown, Spidi. Son personnage participe également à l'ouverture et la distribution des programmes. Cette proximité avec le public est l'une de ses caractéristiques. Il improvise de nombreux échanges, utilisant ses facéties et sa capacité à parler dans huit langues.
L'origine du nom Spidi remonte à son enfance. À l'école, ses camarades le nommait ainsi en référence à la vitesse de ses mouvements (Speedy signifie « rapide » en anglais). Le maquillage de Spidi est simple et correspond au style classique d'un auguste : ses paupières et sa lèvre inférieure sont maquillées de blanc et trois petites taches rouges font ressortir les joues et le nez. Comme de nombreux clowns, Spidi parle plusieurs langues et sait jouer de la musique, notamment de la trompette.
Il arrive que le personnage de Spidi interagisse avec d'autres artistes lors de numéros ou de transitions. Ainsi, une intervention marquante est celle où un éléphant refuse de se coucher sur le manège, attendant que Spidi résolve la situation en lui amenant un coussin afin qu'il s'exécute.
Spidi est décrit par ses collègues comme travailleur, énergique et doté d'une bonne humeur constante lors des spectacles et des répétitions,. Joseph Gorgoni, avec qui il a joué, se rappelle notamment sa motivation à créer des sketchs et des situations comiques ainsi que sa propension à adopter des déguisements, comme celui d'Evelyne Widmer Schroumpf (caricature de la politicienne Eveline Widmer-Schlumpf, inspirée des personnages comiques pour enfants des schtroumpfs), pour soutenir ces effets.
Resté 24 ans avec le cirque Knie, Spidi a participé à environ 8 000 représentations et a accueilli environ 10 millions de spectateurs. Avec les années, le clown est donc devenu l'une des figures emblématique et attendue du cirque.

### Hommage
Le 13 août 2018, une cérémonie en son honneur est organisée dans le canton de Berne au sein du chapiteau des Knie,. De nombreux artistes, personnalités et admirateurs sont présents et des vidéos hommages sont également projetées. L'émotion de la famille Knie et des membres de la troupe est forte. Le directeur du cirque insiste sur le professionnalisme du clown durant ses années de carrière. De son côté, le pasteur Ernst Heller rappelle les souffrances auxquelles faisait face Peter Wetzel, son souhait de les cacher et le sentiment de culpabilité partagé par nombre de ses proches.